# Uroleucon inulicola
Uroleucon inulicola är en insektsart som först beskrevs av Hille Ris Lambers 1939.  Uroleucon inulicola ingår i släktet Uroleucon och familjen långrörsbladlöss. Arten är reproducerande i Sverige.

## Underarter
Arten delas in i följande underarter:
- U. i. inulicola
- U. i. hirticola